# Montserrat Corominas i Guiu
Montserrat Corominas i Guiu   (la Pobla de Lillet, 30 de setembre de 1959) és una genetista catalana, especialitzada en genòmica del desenvolupament.

## Biografia
Es llicencià en Biologia a la Universitat de Barcelona (UB) el 1981, i el 1986 obtingué el doctorat al Departament de Fisiologia de la Facultat de Medicina de la UB amb la tesi Poli-ADP-ribosilació i contingut de NAD durant la diferenciació en la línia germinal espermatogènica. Posteriorment realitzà estades al Departament de Patologia de la New York University Medical Center a Nova York (1987-1990) i a la Divisió de Toxicologia del Massachusetts Institute of Technology (MIT) a Boston (1990-1992). El 1992 retornà a Barcelona amb el càrrec de professora titular al Departament de Genètica de la UB. És vicepresidenta 1a de la Societat Catalana de Biologia i en fou presidenta de 2017 a 2021. El juny de 2021 fou nomenada membre de la Secció de Ciències Biològiques de l'Institut d'Estudis Catalans.
És catedràtica del Departament de Genètica, Microbiologia i Estadística de la UB, on dona classes de grau i màster, i alhora lidera el laboratori de Regulació de l'Expressió Gènica dins el grup de Biologia del Desenvolupament i Genòmica a l'Institut de Biomedicina de la Universitat de Barcelona (IBUB). És membre de la Sociedad Española de Genética, de la Sociedad Española de Biología del Desarrollo i ha estat directora (Editor-in-Chief) de la secció Technologies and Resources for Genetics de la revista Genes.
El 2020 va ser inclosa a l'exposició Científiques catalanes 2.0, un projecte coordinat pel Grup de Perspectiva de Gènere de l'Associació Catalana de Comunicació Científica (ACCC) amb l'objectiu de donar una major visibilitat al paper estratègic de les dones científiques del nostre territori. La seva recerca se centra en l'estudi dels mecanismes cel·lulars i moleculars relacionats amb el desenvolupament i la regeneració, utilitzant la mosca del vinagre Drosophila melanogaster com a sistema model.

## Premis i reconeixements
- ICREA Acadèmia 2015[11]